# Euphorbia alsiniflora
Euphorbia alsiniflora es una especie fanerógama perteneciente a la familia Euphorbiaceae. Es originaria de   Australia en los Territorio del Norte y Queensland.
En Kew está considerada un sinónimo de Euphorbia filipes Benth., Fl. Austral. 6: 51 (1873).

## Taxonomía
Euphorbia alsiniflora fue descrita por Henri Ernest Baillon y publicado en Adansonia 6: 288. 1866.
Etimología
Euphorbia: nombre genérico que deriva del médico griego del rey Juba II de Mauritania (52 a 50 a. C. - 23), Euphorbus, en su honor – o en alusión a su gran vientre –  ya que usaba médicamente Euphorbia resinifera. En 1753 Carlos Linneo asignó el nombre a todo el género.
alsiniflora: epíteto latino que significa "con las flores de Alsine".
Sinonimia
- Chamaesyce alsiniflora (Baill.) D.C.Hassall	[4][5]
- Euphorbia coghlani orth. var. F.M.Bailey
- Chamaesyce coghlanii (F.M.Bailey) D.C.Hassall ex P.I.Forster & R.J.F.Henderson
- Euphorbia coghlanii F.M.Bailey[6]